# Južni sama jezik
Južni sama jezik (sinama, sinama tawi-tawi, sama sibutu', sama tawi-tawi; ISO 639-3: ssb), jezik iz skupine sama-bajaw jezika kojim govori narod Bajau na otočju Tawi-Tawi (otoci Tawi-Tawi, Simunul, Sibutu, i drugi) na Filipinima i na području malezijske države Sabah. 
Jezik ima nekoliko dijalekata: balimbing, bongao, languyan, obian, sapa-sapa, sibutu' (sibutu), simunul, sitangkai i tandubas na Filipinima; u Maleziji bajau banaran, bajau darat, bajau laut (mandelaut, pala'au, sama laut, sama mandelaut, sama pala'au, sea bajau, sea gypsies), bajau semporna (bajau asli, kubang, sama kubang), laminusa (laminusa sinama), sibutu (sibutuq, sama sibutu, samah-samah, samah lumbuh), simunul (sama simunul), sikubung (kubung, sama kubung), sama (a'a sama, sama', samah, samal, samar), ubian (obian, sama ubian, tau ubian).
120 000 na Filipinima (2000.). 5 000 do 10 000 monolingualnih. Oko 20 000 u Maleziji. Najvažniji je dijalekt simunul.

## Vanjske poveznice
- Ethnologue (14th)
- Ethnologue (15th)